# Albinykus
Albinykus – rodzaj teropoda z grupy alwarezaurów (Alvarezsauridae) żyjącego w późnej kredzie na terenach Azji. Został opisany w 2011 roku przez Sterlinga Nesbitta i współpracowników w oparciu o połączone stawowo kości kończyn tylnych (IGM 100/3004) obejmujące fragmenty prawej kości biodrowej, niekompletne: kość kulszową, prawą udową, proksymalne części kości strzałkowych, niemal kompletne piszczele oraz kompletne stopy. Skamieniałości te wydobyto w 2004 roku z piaskowca w formacji Javkhlant na wschodzie pustyni Gobi w Mongolii. Oprócz szczątków Albinykus wydobyto z niego również skorupki jaj dinozaurów oraz pozostałości juwenilnego jamaceratopsa. Formacja Javkhlant obejmuje najprawdopodobniej osady santońskie i kampańskie.
Albinykus osiągał niewielkie rozmiary – kość udowa holotypu mierzy około 6,5 cm długości, na podstawie której Nesbitt i współpracownicy oszacowali masę dinozaura na 700–1000 g, co czyniłoby z Albinykus jednego z najmniejszych nieptasich dinozaurów. Z kolei Xu i in. ocenili masę przedstawicieli pokrewnego rodzaju Linhenykus – o kości udowej mierzącej około 7 cm – na jedynie 450 g. Mikrostruktura kości Albinykus jest bardzo podobna do obecnej u innego alwarezaura Shuvuuia – analizy histologiczne sugerują, że Shuvuuia kończyła wzrost w wieku około trzech lat. Na podstawie pierścieni przyrostowych w kości udowej oraz podobieństw do Shuvuuia Nesbitt i in. zasugerowali, że prawdopodobnie również Albinykus osiągał maksymalne rozmiary nie później niż po trzech latach. Holotyp odnaleziono z nogami podkurczonymi pod tułów, co jest pozycją spoczynkową typową dla ptaków. Odnaleziono skamieniałości troodontów Mei i Sinornithoides oraz owiraptorozaura Khaan w takiej pozycji, holotyp Albinykus jest pierwszym dowodem na jej występowanie również u Alvarezsauridae. Cechą odróżniającą Albinykus od innych nieptasich teropodów jest całkowite zrośnięcie proksymalnych kości stępu ze sobą oraz z piszczelami bez widocznych szwów. Obecne u niego było również bardzo silnie wykształcone arctometatarsus.
Według analizy filogenetycznej przeprowadzonej przez Nesbitta i współpracowników Albinykus jest taksonem siostrzanym dla Shuvuuia z formacji Dżadochta. Jest jednym z najstarszych znanych azjatyckich alwarezaurów.
Nazwa Albinykus pochodzi od słowa albin, używanego przez mongolskich szamanów do określenia „wędrujących świateł” – zjawisk świetlnych występujących na pustyni Gobi – oraz greckiego słowa onyx („pazur”). Nazwa gatunkowa gatunku typowego, baatar, w języku mongolskim oznacza „bohater”.